# Burnout – der Film
Burnout – der Film ist eine österreichische Low-Budget-Komödie des Regisseurs Johannes Schmid aus dem Jahr 2016, die drei Männer porträtiert, die an einem Wendepunkt ihres Lebens angekommen sind.

## Handlung
Der skurrile Lebensberater Meister Kiatsu bekommt drei Patienten, die sich aus vollkommen unterschiedlichen Gründen bei ihm in Therapie begeben: Stefan Köll wird von einem ehemaligen Mitarbeiter, dem er einen Faustschlag verpasst hatte, verklagt, sofern er sich nicht in Therapie begibt. Dipl.-Ing. Thomas Sterz überarbeitet sich in seinem Beruf als Architekt zunehmend und wird von seiner Frau dazu gedrängt, Meister Kiatsu aufzusuchen. Paul Ehrenberger erwischt seine Frau im gemeinsamen Urlaub dabei, wie sie ihn mit zwei anderen Männern betrügt, und begibt sich selbst bei Meister Kiatsu in Therapie.
Um Stefan, Thomas und Paul zu helfen, lässt sich Meister Kiatsu verschiedene Therapien einfallen, die jedoch allesamt nicht erfolgreich sind. Daraufhin folgt er dem Rat zweier Kollegen und führt eine Gruppentherapie in Kroatien durch, bei der sich Stefan, Thomas und Paul besser kennenlernen sollen. Dort verschwindet er selbst jedoch spurlos und seine drei Patienten beginnen trotz anfänglicher Spannungen damit, die gemeinsame Zeit zu nutzen und schließlich sogar eine Art Freundschaft aufzubauen.

## Produktion und Hintergrund
Produziert wurde dieser Film vom Tiroler Filmkollektiv five season cinema, einem Zusammenschluss junger Tiroler Filmemacher. Burnout wurde in Österreich, Kroatien und Italien gedreht, Drehstart war am 31. Mai 2015, Drehschluss am 17. September 2016. Burnout wurde in drei Tiroler Kinos, in  Innsbruck, Kufstein und Imst ausgestrahlt. Die Premiere wurde am 21. Oktober 2016 im Metropol-Kino in Innsbruck gefeiert, wo der Film drei Wochen lang täglich zu sehen war. Im Anschluss wurde Burnout ab 28. Oktober 2016 im cinema4you-Kino in Kufstein und ab 29. Oktober 2016 im FMZ-Kino in Imst gezeigt. Der Film ist seit dem 21. Oktober 2016 auch auf DVD und Blu-ray erhältlich.
Über einen Zeitraum von mehr als eineinhalb Jahren arbeitete das Filmkollektiv five season cinema an der Independent-Filmproduktion Burnout. Die gesamte Produktion, vom Drehbuch, über Filmdreh, Filmmusik und Postproduktion bis hin zur Organisation der Premiere, wurde vom Filmkollektiv selbst durchgeführt. Mit Burnout wagte sich das Team, von dem ein Teil bereits 2011 mit dem Thriller Julie einen regional erfolgreichen Film präsentierte, an die Umsetzung eines Kinofilms in Spielfilmlänge. An den Dreharbeiten waren rund 150 Personen beteiligt.
Die Arbeit am Filmprojekt Burnout hat das Filmteam an 30 unterschiedliche Locations in Tirol, aber auch ins Ausland geführt, wobei 70 % des Films in Tirol gedreht wurden. Im Ausland wurde in Medulin in Kroatien sowie am Gardasee und in Bibione in Italien gedreht.
Auch Tiroler Prominente haben im Film Kurzauftritte: Gregor Schlierenzauer spielt einen gewieften Sportartikelverkäufer, Franz Posch einen schrulligen Esoteriker und Alexander Fankhauser, wenig überraschend, einen überdrehten Fernsehkoch.

## Filmmusik
Die von Martin Anton Schmid komponierte Filmmusik basiert auf insgesamt 42 Musikeinsätzen. Neben der eigens komponierten Filmmusik, die am 18. Juli 2016 in Innsbruck aufgenommen wurde, werden im Film die Songs Its’ A Movie und Lets’ Make A Barbecue von der Band bacon pilots sowie This Is Our Night von der Band Lovegun, die ebenfalls von Martin Anton Schmid komponiert wurden, verwendet. In der eigens komponierten Filmmusik kommen u. a. verschiedene Blockflöten und Klangschalen vor. Sämtliche bei der Filmmusik verwendeten Klangschalen wurden von der Firma Grassmayr gegossen.

## Kritik
„Eine richtig derbe Komödie, die uns durch die sprachliche Vielfältigkeit Tirols führt und viele Klischees bedient. Hervorragend gewählte Drehlocations wechseln sich ab mit schlichten Indoorsets, die aber auch passend sind. Kameraführung und Schnitt sind professionell und müssen den Vergleich mit weitaus teureren Produktionen nicht scheuen. Auch schauspielerisch bekommt man viel mehr als man von einem ‚no-budget-Projekt‘ erwartet – man sieht, dass die Darsteller sich im Laufe der Dreharbeiten deutlich steigern konnten.
Inhaltlich zeigt uns Burnout schön, wie viele Vorurteile rund um psychische Erkrankungen und Suchtproblematiken noch in unserer Gesellschaft da sind. Auch thematisiert die Handlung sehr schön, wie versucht wird aus Menschen, die auf Hilfe angewiesen sind, Kapital zu schlagen. Sehr wertvolle Erkenntnisse, die humoristisch aufgearbeitet aber hängen bleiben.“